# Martin Gerschwitz
Martin Gerschwitz (* 25. červen 1952, Solingen, Německo) je německý houslista, klávesista a skladatel. Narodil se a vyrůstal v Solingenu. Na klavír začal hrát ve svých pěti letech. Po dvanácti letech, kdy se věnoval výhradně klasické hudbě, v roce 1969 založil svou první kapelu. V roce 1972 se dostal jeho první velký úspěch: Vyhrál „bitvu kapel“ v Solingenu. V letech 1974-1977 doprovázel Howarda Carpendalea na klávesy. V roce 1985 se přestěhoval do Spojených států. V následujících letech se setkal s mnoha slavnými muzikanty. V letech 1987–1989 doprovázel Litu Ford, v letech 1989–1990 hrál v doprovodné skupině Meat Loafa Neverland Express, v roce 1991 byl členem nakrátko obnovených Vanilla Fudge a 1991–1992 byl stálým členem The Works. V letech 1993 až 1998 hrál v kapele Waltera Trouta. Od roku 2005 hraje se skupinou Iron Butterfly, aktivně se také věnuje sólové kariéře.

## Diskografie
- 1981 – First Serving (Breakpoint)
- 1991 – Back On Stage (Vanilla Fudge)
- 1993 – Tellin' Stories (Walter Trout Band)
- 1994 – Last Time It's Gonna Rain (T. J. Parker Band)
- 1994 – Happy Hour (Rhythm Lords)
- 1995 – Classic Melodies Vol. 1 (Dan Martin Band)
- 1995 – Breakin' The Rules (Walter Trout Band)
- 1996 – Fantasy Is What We Need Today (Mallet)
- 1996 – Classic Melodies Vol. 2 (Dan Lefler / Martin Gerschwitz)
- 1996 – Rhythm Brick (The Works)
- 1997 – Waiting for Solace (Kim Cuda)
- 1997 – Positively Beale Street (Walter Trout Band)
- 1997 – Live (Dan Lefler / Martin Gerschwitz)
- 1998 – Classic Melodies Vol. 3 (Dan Lefler / Martin Gerschwitz)
- 1998 – Walter Trout (Walter Trout and the Free Radicals)
- 1999 – California Trails (Double M: Michael Leukel & Martin Gerschwitz)
- 1999 – Lazy Afternoon (Martin Gerschwitz)
- 2000 – Nobody Knows Me (Martin Gerschwitz)
- 2001 – Living for the Night (Hughes Revue)
- 2002 – Live in Seattle (Eric Burdon & the Animals)
- 2003 – Martin Gerschwitz & Friends (Martin Gerschwitz & Friends)
- 2004 – My Secret Life (Eric Burdon)
- 2005 – Athens Traffic Live (Eric Burdon & the Animals)
- 2007 – Bridge to Eternity (Martin Gerschwitz & Friends)
- 2007 – Somebody Should Know Me By Now (Martin Gerschwitz)